# The Disappearance
The Disappearance est film britannico-canadien réalisé par Stuart Cooper, sorti en 1977.

## Synopsis
À Montréal, le tueur à gages Jay Mallory apprend que sa femme a disparu. Mais alors qu'il part à sa recherche, une mystérieuse organisation le charge d'un nouveau contrat. C'est avec stupeur qu'il découvre le lien entre sa nouvelle cible et la disparition de sa compagne.

## Distribution
- Donald Sutherland (VF : André Falcon) : Jay Mallory
- Francine Racette : Celandine
- Michèle Magny : Mélanie
- John Hurt : Atkinson
- Christopher Plummer (VF : Jean-Claude Michel) : Deverell
- Virginia McKenna : Catherine Deverell
- David Hemmings (VF : Julien Thomast) : Edward
- David Warner : Burbank
- Patricia Hodge : Jeune femme